# Torio
El torio es un elemento químico, de símbolo Th y número atómico 90, de la serie de los actínidos. Se encuentra en estado natural en los minerales monacita, torita y torianita. En estado puro es un metal blando de color blanco-plata que se oxida lentamente. Si se tritura finamente y se calienta, arde y emite luz blanca.
El torio pertenece a la familia de las sustancias radiactivas, si bien su periodo de semidesintegración es extremadamente largo. Su potencial como combustible nuclear, como material fértil, se debe a que presenta una alta sección eficaz frente a neutrones lentos (térmicos), derivando en protactinio-233, que rápidamente se desintegra en uranio-233, el cual es un isótopo fisible que puede sostener una reacción nuclear en cadena. Esta aplicación todavía está en fase de desarrollo.
El torio fue descubierto en 1828 por el mineralogista aficionado noruego Morten Thrane Esmark e identificado por el químico sueco Jöns Jacob Berzelius, quien le puso el nombre de Thor, la deidad germánica Dios del trueno. Sus primeras aplicaciones se desarrollaron a finales del siglo XIX. La radiactividad del torio fue ampliamente reconocida durante las primeras décadas del siglo XX. En la segunda mitad del siglo, el torio fue reemplazado en muchos usos debido a preocupaciones sobre su radiactividad.
El torio todavía se usa como elemento de aleación en los electrodos de soldadura TIG, pero se está reemplazando lentamente en el campo con diferentes composiciones. También fue material en óptica de alta gama e instrumentación científica, utilizado en algunos tubos de vacío de transmisión, y como fuente de luz en manto de gas, pero estos usos se han vuelto marginales. Se ha sugerido como un reemplazo para el uranio como combustible nuclear en reactores nucleares, y se han construido varios reactores de torio. El torio también se usa para fortalecer magnesio, recubrir tungsteno alambre en equipos eléctricos, controlar el tamaño de grano de tungsteno en lámparas eléctricas, crisoles de alta temperatura y gafas, incluidas lentes de cámaras e instrumentos científicos. Otros usos del torio incluyen cerámicas resistentes al calor, motores de aviones y en bombillas. La ciencia oceánica ha utilizado 231Pa/230Th proporciones de isótopos para comprender el océano antiguo.

## Historia

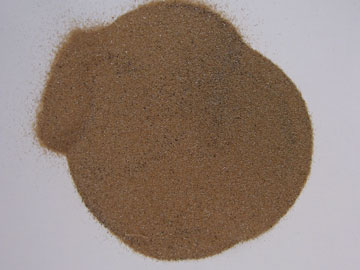
Monacita (mineral de torio).

El torio se llamó así en honor de Thor, el dios nórdico del relámpago y la tormenta. Jöns Jakob Berzelius lo aisló por primera vez en 1828. En el último decenio del siglo XIX, los investigadores Pierre Curie y Marie Curie descubrieron que este elemento emitía radiactividad.

## Ocurrencia

### Formación
El 232Th es un nucleído primordial, habiendo existido en su forma actual durante más de diez mil millones de años; se formó durante el proceso r, que probablemente ocurre en supernovas y kilonovas (fusión de estrellas de neutrones). Estos eventos violentos lo esparcieron por toda la galaxia. La letra "r" significa "captura rápida de neutrones", y ocurre en supernovas con colapso del núcleo, donde los núcleos semilla pesados como 56Fe capturan rápidamente neutrones, subiendo contra la línea de goteo de neutrones, ya que los neutrones se capturan mucho más rápido de lo que los nucleidos resultantes pueden decaer beta hacia la estabilidad. La captura de neutrones es la única forma en que las estrellas pueden sintetizar elementos más allá del hierro debido a la mayor barrera de Coulomb que dificulta las interacciones entre partículas cargadas a números atómicos altos y al hecho de que la fusión más allá del 56Fe es un endotérmico. Debido a la abrupta pérdida de estabilidad más allá del 209Bi, el proceso r es el único proceso de nucleosíntesis estelar que puede crear torio y uranio; todos los demás procesos son demasiado lentos y los núcleos intermedios alfa se desintegran antes de capturar suficientes neutrones para alcanzar estos elementos.
En el universo, el torio se encuentra entre los elementos primordiales más escasos, porque es uno de los dos elementos que solo se pueden producir en el proceso r (el otro es el uranio), y también porque se ha ido descomponiendo lentamente desde el momento en que se formó. Los únicos elementos primordiales más raros que el torio son tulio, lutecio, tantalio y renio, los elementos impares justo antes del tercer pico de abundancias del proceso r alrededor de los metales pesados del grupo del platino, así como uranio. En el pasado distante, las abundancias de torio y uranio se enriquecieron con la desintegración de isótopos de plutonio y curio, y el torio se enriqueció en relación con el uranio mediante la desintegración de 236U a 232 Th y el agotamiento natural de 235U, pero estas fuentes se han deteriorado hace mucho tiempo y ya no contribuyen.
En la corteza terrestre, el torio es más abundante: con una abundancia de 8.1 partes por millón (ppm), es uno de los elementos pesados más abundantes, casi tan abundante como el plomo (13 ppm) y más abundante que el estaño (2.1 ppm). 
Esto se debe a que es probable que el torio forme minerales de óxido que no se hunden en el núcleo; se clasifica como litófilo (clasificación de Goldschmidt), lo que significa que generalmente se encuentra combinado con oxígeno. Los compuestos de torio comunes también son poco solubles en agua. Por lo tanto, aunque los elementos refractarios tienen las mismas abundancias relativas en la Tierra que en el sistema solar en su conjunto, hay más torio accesible que metales pesados del grupo del platino en la corteza.

Abundancias estimadas de los 83 elementos primordiales del sistema solar, trazadas en una escala logarítmica. El torio, de número atómico 90, es uno de los elementos más raros.

### En la Tierra
El torio es el 41.er elemento más abundante en la corteza terrestre. El torio natural suele ser 232Th casi puro, que es el isótopo de torio más longevo y estable, con una vida media comparable a la edad del universo. Su desintegración radiactiva es el mayor contribuyente individual al Calor interno de la Tierra; los otros principales contribuyentes son los radionucleidos primordiales de vida más corta, que son 238U, 40K y 235U en orden descendente de su contribución. (En el momento de la formación de la Tierra, 40K y 235U contribuyeron mucho más en virtud de sus cortas vidas medias, pero han decaído más rápidamente, dejando la contribución de 232Th y 238U predominantemente).
 Su descomposición explica una disminución gradual del contenido de torio de la Tierra: el planeta tiene actualmente alrededor del 85 % de la cantidad presente en la formación de la Tierra. Los otros isótopos naturales de torio son mucho más cortos. De ellos, solo 230Th suele ser detectable, se produce en equilibrio secular con su padre 238U y constituye como máximo el 0,04 % del torio natural.
El torio solo se presenta como un constituyente minoritario de la mayoría de los minerales, y por esta razón es que previamente se le había considerado un elemento raro. El suelo normalmente contiene unos 6 ppm de torio.
En la naturaleza, el torio se encuentra en el estado de oxidación +4, junto con el uranio(IV), zirconio(IV), hafnio(IV), y cerio(IV), y también con el escandio, ytrio, y los lantánidos trivalentes que poseen radios iónicos similares. A causa de la radioactividad del torio, los minerales que lo contienen a menudo son  metamictos (amorfos), sus estructuras cristalinas han sido dañadas por la radiación alfa producida por el torio. Un ejemplo extremo es la ekanita, (Ca,Fe,Pb)
2(Th,U)Si
8O
20, que casi nunca ocurre en forma nometamicta a causa de su contenido de torio.

El calor radiogénico de la desintegración de 232Th (violeta) es uno de los principales contribuyentes al balance de calor interno de la Tierra. De los cuatro nucleidos principales que proporcionan este calor, el 232Th ha crecido para proporcionar la mayor cantidad de calor, ya que los otros decaen más rápido que el torio.

La monacita (principalmente fosfatos de varios elementos de tierras raras) es la fuente comercial más importante de torio porque se encuentra en grandes depósitos en todo el mundo, principalmente en India, Sudáfrica, Brasil, Australia y Malasia. Contiene alrededor de un 2,5 % de torio en promedio, aunque algunos depósitos pueden contener hasta un 20 %. La monacita es un mineral químicamente no reactivo que se encuentra como arena amarilla o marrón; su baja reactividad hace que sea difícil extraer torio de ella. La alanita (en gran parte hidróxios-silacatos de diversos metales) puede tener 0.1 a 2% de torio y zirconio (principalmente silicato de zirconio, ZrSiO
4) con hasta el 0.4% de torio,
El dióxido de torio se presenta como el raro mineral torianita. Debido a que es isotípico con el dióxido de uranio, estos dos dióxidos de actínidos comunes pueden formar soluciones en estado sólido y el nombre del mineral cambia según el contenido de ThO2. La torita (principalmente silicato de torio, ThSiO4), también tiene un alto contenido de torio y es el mineral en el que se descubrió el torio por primera vez. En los minerales de silicato de torio, los iones  Th4+ y el SiO4−4 a menudo se reemplazan con iones M3+ (donde M= Sc, Y o Ln) y fosfato (PO3−4) respectivamente. Debido a la gran insolubilidad del dióxido de torio, el torio no suele propagarse rápidamente por el medio ambiente cuando se libera. El ion Th4+ es soluble, especialmente en suelos ácidos, y en tales condiciones la concentración de torio puede llegar a 40 ppm.

## Aplicaciones del torio
Aparte de su incipiente uso como combustible nuclear, el torio metálico o alguno de sus óxidos se utilizan en las áreas siguientes:
- Incorporación al wolframio metálico para fabricar filamentos de lámparas eléctricas.
- Aplicaciones en material cerámico de alta temperatura.
- Como:

1. Agente de aleación en estructuras metálicas.
2. Componente básico de la tecnología del magnesio.
3. Catalizador en química orgánica.

- Fabricación de:

1. Lámparas electrónicas.
2. Lentes de alta calidad para instrumentos de precisión. (El óxido de torio añadido al vidrio mejora sus propiedades difractivas).
3. Electrodos especiales para soldadura TIG (Tungsten Inert Gas), también conocida como soldadura GTAW (Gas Tungsten Arc Welding). La aleación con wolframio favorece mayor emisividad de electrones del electrodo. Esto facilita el encendido y permite que el electrodo de wolframio funcione a menor temperatura y aporte el mismo rendimiento en la pieza que se trabaje. Existe el problema de que la temperatura de trabajo del electrodo de wolframio puro era aproximadamente la temperatura de fusión del wolframio: 3 400 °C. Al fundirse, esto dañaba el perfil del electrodo. Este inconveniente también se evita con electrodos que incorporan otros dopantes, como cerio, lantano o circonio.

- Detector de oxígeno en la industria electrónica.[cita requerida].

Últimamente (2018) se aplica como isótopo radiactivo en la detección de fósiles superior al carbono 14.[cita requerida].
El isótopo radioactivo Torio-229 también se utiliza en la fabricación de relojes atómicos

## Desintegración nuclear del torio
Cuando un átomo de torio 232 (232Th) se desintegra emite una partícula alfa, constituida por dos protones y dos neutrones. La emisión de la partícula alfa reduce el número atómico del 232Th en dos unidades, y el número másico en cuatro, por lo cual se convierte en el isótopo 228 de otro elemento: el radio 228. Posteriores desintegraciones complementan la serie del torio. Este proceso continúa hasta que finalmente se genera un elemento no radiactivo, y por tanto estable: el plomo-208, o torio C.
El periodo de semidesintegración del 232Th es muy elevado (véase en la tabla), por lo que durante miles de millones de años libera radiactividad. A su vez, esto implica que la cantidad de radiactividad que emite en un periodo corto (p. ej. un día) sea muy pequeño.
El torio puede aprovecharse como fuente de energía en un Reactor reproductor termal (la reacción comienza a partir de una carga inicial con uranio enriquecido o plutonio y se sostiene mediante U 233, que se genera del torio por captación de neutrones lentos hasta el total aprovechamiento del mismo, al mismo tiempo que se obtiene energía con la fisión del U 233).[cita requerida]

## Véase también

Torio.